# Liolaemus koslowskyi
Liolaemus koslowskyi este o specie de șopârle din genul Liolaemus, familia Tropiduridae, descrisă de Etheridge 1993. Conform Catalogue of Life specia Liolaemus koslowskyi nu are subspecii cunoscute.